# Jallab
Jallab eller Jellab (arabiska: جلاب / ALA-LC: jallāb) är ett slags fruktsirap som är populär i Mellanöstern, gjord på carob, dadlar, druvmelass och rosenvatten. Drycken är populär i Palestina, Syrien, Jordanien, Libanon och Egypten. Det är en vanlig syn att se försäljare av jallab ute på gator och traditionella marknader i Levanten. Drycken är framförallt populär under Ramadan när muslimer bryter sin fasta, och jallab är en av de mest typiska dryckerna att servera med maten under iftar.   Den är i huvudsak gjord av druvmelass, grenadinsirap och rosenvatten och därefter rökt med arabisk rökelse. Den säljs vanligtvis med krossad is samt flytande pinjenötter och russin.